# Liste de séismes en Algérie
Voici une liste des séismes de l'Algérie classée en fonction de la date, de l'épicentre, de la magnitude, de l'intensité et du nombre de morts et de blessés.
| Date             | Épicentre                | Magnitude  | Intensité  | Morts et blessés                      | Notes                          |
| ---------------- | ------------------------ | ---------- | ---------- | ------------------------------------- | ------------------------------ |
| 3 janvier 1365   | Wilaya d'Alger           | X          | Forte      | Plusieurs                             | Destructeur,                   |
| 1601             | Wilaya de Blida          | inconnue   | inconnue   | inconnue                              |                                |
| 3 février 1716   | Wilaya d'Alger           | 7,0        | IX         | 20 000 morts, des milliers de blessés | Séisme de 1716 à Alger         |
| mai 1716         | Wilaya de Blida          | inconnue   | inconnue   | inconnue                              |                                |
| 1760             | Wilaya de Blida          | inconnue   | inconnue   | inconnue                              |                                |
| 1770             | Wilaya de Blida          | inconnue   | inconnue   | inconnue                              |                                |
| 10 octobre 1790  | Wilaya d'Oran            | 6,0 et 6,5 | X          | 3000 morts                            | Séisme de 1790 à Oran          |
| 2 mars 1825      | Wilaya de Blida          | inconnue   | inconnue   | 7 000 morts, des milliers de blessés  |                                |
| 2 janvier 1867   | Wilaya de Blida          | inconnue   | inconnue   | inconnue                              | [ 3 ]                          |
| 16 novembre 1869 | Wilaya de Biskra         | inconnue   | inconnue   | 40 morts, des dizaines de blessés     |                                |
| 5 mars 1931      | Wilaya de Blida          | inconnue   | Très forts | Aucun                                 |                                |
| 6 août 1947      | Wilaya d'Annaba          | 5,3        | inconnue   | 3 morts, des centaines de blessés     |                                |
| 9 septembre 1954 | Wilaya de Chlef          | 6,8        | inconnue   | 1 332 morts, 5 000 blessés            |                                |
| 1er janvier 1965 | Wilaya de M'Sila         | 5,5        | inconnue   | 4 morts, 350 blessés                  |                                |
| 10 octobre 1980  | Wilaya de Chlef          | 7,3        | IX         | 5 000 morts, 9 000 blessés            | Séisme de 1980 à El Asnam      |
| 27 octobre 1985  | Wilaya de Constantine    | 5,9        | inconnue   | 6 morts, des dizaines de blessés      |                                |
| 29 octobre 1989  | Wilaya de Tipaza         | 5,9 et 5,6 | VIII       | 30 morts, 245 blessés                 |                                |
| août 1994        | Wilaya de Mascara        | 5,6        |            | 172 morts, 300 blessés                | ,                              |
| 29 octobre 1999  | Wilaya de Aïn Témouchent | 5,8        |            | 28 morts, 175 blessés                 | [ 7 ]                          |
| 22 décembre 2000 | Wilaya de Béjaïa         |            |            | 2 morts, 18 blessés                   | [ 7 ]                          |
| 21 mai 2003      | Wilaya de Boumerdès      | 6,8        | X          | 2 266 morts, 10 261 blessés           | Séisme de 2003 à Boumerdès     |
| 27 mai 2003      | Wilaya d'Alger           | 5,8        | inconnue   | 9 morts, 180 blessés                  |                                |
| 14 mai 2010      | Wilaya de Bouira         | 5,1        | inconnue   | 2 morts, 43 blessés                   | Séisme de 2010 en Algérie (en) |
| 1er août 2014    | Wilaya d'Alger           | 5,6        | VI         | 6 morts, 400 blessés                  | [ 9 ]                          |
| 29 mai 2016      | Wilaya de Medea          | 5,3        |            |                                       |                                |
| 5 mars 2017      | Wilaya de Skikda         | 4,6        |            |                                       |                                |
| 2 janvier 2018   | Wilaya de Blida          | 5,0        |            | Aucun                                 |                                |
| 21 janvier 2020  | Wilaya de Jijel          | 5,0        |            |                                       |                                |
| 22 novembre 2020 | Wilaya de Skikda         | 5,2        |            | Aucun                                 |                                |
| 18 mars 2021     | Wilaya de Béjaïa         | 6,0        |            | Aucun                                 | [ 10 ]                         |